# Bairbre de Brún

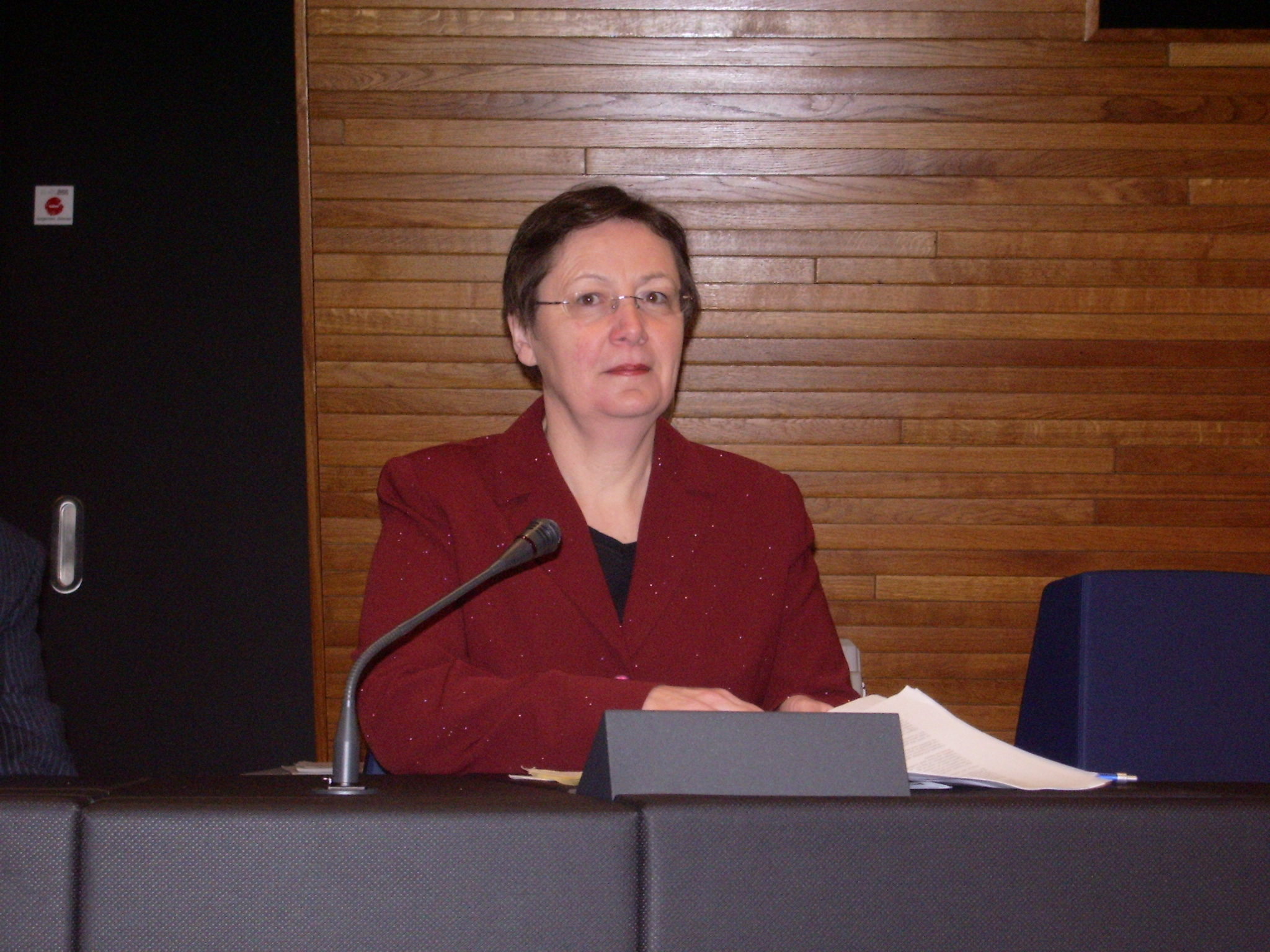
Bairbre de Brún

Bairbre de Brún (Dublin, 10 januari 1954) is een Noord-Iers politica en voormalig lid van het Europees Parlement voor Sinn Féin.
Van 1998 tot 2004 was De Brún lid van het Assemblee voor Noord-Ierland, tijdens deze periode was ze ook van 1999 tot 2002 Minister van volksgezondheid, sociale dienstverlening en openbare veiligheid in de Noord-Ierse regering. Tijdens de Europese Parlementsverkiezingen van 2004 werd De Brún verkozen tot lid van het Europees Parlement, tijdens de verkiezingen van 2009 werd ze herkozen. In het Europees Parlement was ze met haar partij lid van de 'Europees Unitair Links/Noords Groen Links' fractie. Op 2 mei 2012 verliet ze het Europees Parlement om 'persoonlijke redenen', ze werd opgevolgd door Martina Anderson.